# Guillaume Gelée
Guillaume Gelée est un militaire français.

## Biographie
Le général Guillaume Gelée a une formation d’officier pilote de chasse et pilote d’essais.
Il entre en 1978 à l’École de l'air de Salon-de-Provence, puis il vole de 1982 à 1988 sur Mirage F1C à Reims. Breveté de l’Empire Test Pilot School en 1989, il est nommé au centre d’essais en vol de Brétigny-sur-Orge, où il effectue principalement des essais de systèmes embarqués. Pilote de programme Rafale, il participe à l’élaboration du système de cet avion jusqu’en 1994.
Après deux années à la tête de l’Escadron de chasse 2/3 Champagne à Nancy, sur Mirage 2000D, il rejoint le Collège interarmées de défense à Paris (1996 - 1997). Il est alors affecté à l’état-major de l’armée de l’air, comme responsable du programme Rafale (1997 – 2001) puis au bureau des plans généraux (2001 – 2005).
Il est auditeur du Centre des Hautes Études Militaires et de l’Institut des Hautes Études de la Défense Nationale en 2005 – 2006.
De 2006 à 2008, il dirige le Centre d’Études Stratégiques Aérospatiales, notamment responsable des concepts air et espace, à l’École militaire.
De 2008 à 2010, il dirige le Centre Interarmées de Concept, Doctrine et Expérimentations, chargé en particulier de l'établissement des concepts et doctrines de la défense.
Il a été nommé au commandement des forces aériennes mi 2010, dont il a pris le commandement à l'été 2011. Ce commandement est chargé de la préparation opérationnelle des unités de combat de l'armée de l'air. 